# Torrubiella wallacei
Torrubiella wallacei är en svampart som beskrevs av H.C. Evans 2001. Torrubiella wallacei ingår i släktet Torrubiella och familjen Cordycipitaceae.   Inga underarter finns listade i Catalogue of Life.